# Gobemouche des îles
Eumyias panayensis
Espèce
Synonymes
- Muscicapa panayensis[1]

Statut de conservation UICN

 LC  : Préoccupation mineure
Le Gobemouche des îles (Eumyias panayensis) est une espèce d'oiseaux de la famille des Muscicapidae. Son aire s'étend à travers les Philippines et l'Indonésie (Célèbes et Moluques).

## Systématique
L'espèce Eumyias panayensis a été décrite en 1877 par l'ornithologue britannique Richard Bowdler Sharpe (1847-1909),.

## Description
Dans sa description de 1877, l'auteur indique que cette espèce mesure environ 150 mm de longueur totale. 

## Liste des sous-espèces
Selon la classification de référence du Congrès ornithologique international (version 12.1, 2022) :
- sous-espèce Eumyias panayensis nigrimentalis (Ogilvie-Grant, 1894)
- sous-espèce Eumyias panayensis panayensis Sharpe, 1877
- sous-espèce Eumyias panayensis nigriloris (Hartert, E, 1904)
- sous-espèce Eumyias panayensis septentrionalis (Büttikofer, 1893)
- sous-espèce Eumyias panayensis meridionalis (Büttikofer, 1893)
- sous-espèce Eumyias panayensis obiensis (Hartert, E, 1912)
- sous-espèce Eumyias panayensis harterti (van Oort, 1911)

## Étymologie
Son épithète spécifique, composée de panay et du suffixe latin -ensis, « qui vit dans, qui habite », lui a été donnée en référence au lieu de sa découverte, Panay, l'île des Philippines située dans les Visayas. 

## Publication originale
- (en) R. Bowdler Sharpe, « On the Birds collected by Professor J. B. Steere in the Philippine Archipelago », Transactions of the Linnean Society of London: Zoology, Linnean Society of London, vol. 1, no 6,‎ novembre 1877, p. 307-356 (ISSN 1945-9440 et 1945-9343, lire en ligne).